# Chorisoneura gracilis
Chorisoneura gracilis är en kackerlacksart som först beskrevs av Henri Saussure 1862.  Chorisoneura gracilis ingår i släktet Chorisoneura och familjen småkackerlackor. Inga underarter finns listade i Catalogue of Life.